# Campeonato de Fútbol Femenino de Primera División B - Torneo Reducido de Ascenso 2020
El Campeonato de Fútbol Femenino de Primera División B - Torneo Reducido de Ascenso 2020 fue la sexta temporada de la Primera División B de Argentina. Fue organizado por la Asociación del Fútbol Argentino. Comenzó el 5 de diciembre de 2020 y finalizó el 16 de enero de 2021.
Fue organizado de manera contingente, tras la cancelación de la Primera División B 2019-20 a causa de la pandemia de COVID-19. Lo integraron los diez equipos que avanzaron a la Fase Campeonato del torneo cancelado y disputaron dos ascensos a la Primera División A en un torneo reducido.
El Club Deportivo Español se consagró campeón del certamen y obtuvo el ascenso a la Primera División A. El segundo ascenso fue para Comunicaciones al ser subcampeón.

## Clasificación
La primera fase de la temporada 2019-20 sirvió como clasificación de los diez primeros equipos al Torneo Reducido de Ascenso:
| Pos. | Equipo               | Pts. | PJ | PG | PE | PP | GF | GC  | Dif. |
| ---- | -------------------- | ---- | -- | -- | -- | -- | -- | --- | ---- |
| 01.º | Argentinos Juniors   | 57   | 21 | 19 | 0  | 2  | 65 | 14  | 51   |
| 02.º | Ferro Carril Oeste   | 56   | 21 | 18 | 2  | 1  | 63 | 12  | 51   |
| 03.º | Comunicaciones       | 51   | 21 | 16 | 3  | 2  | 63 | 22  | 41   |
| 04.º | Banfield             | 49   | 21 | 15 | 4  | 2  | 62 | 10  | 52   |
| 05.º | Sarmiento (J)        | 46   | 21 | 14 | 4  | 3  | 66 | 28  | 38   |
| 06.º | All Boys             | 43   | 21 | 14 | 1  | 6  | 63 | 29  | 34   |
| 07.º | Deportivo Español    | 37   | 21 | 12 | 1  | 8  | 61 | 42  | 19   |
| 08.º | Estudiantes (BA)     | 34   | 21 | 10 | 4  | 7  | 34 | 26  | 8    |
| 09.º | Defensa y Justicia   | 33   | 21 | 10 | 3  | 8  | 33 | 28  | 5    |
| 10.º | Puerto Nuevo         | 31   | 21 | 9  | 4  | 8  | 34 | 41  | −7   |
| 11.º | Deportivo Merlo      | 26   | 21 | 8  | 2  | 11 | 37 | 40  | −3   |
| 12.º | Camioneros           | 26   | 21 | 8  | 2  | 11 | 41 | 59  | −18  |
| 13.º | Atlanta              | 24   | 21 | 7  | 3  | 11 | 36 | 37  | −1   |
| 14.º | Luján                | 24   | 21 | 7  | 3  | 11 | 29 | 35  | −6   |
| 15.º | Lima                 | 23   | 21 | 7  | 2  | 12 | 39 | 61  | −22  |
| 16.º | Deportivo Armenio    | 20   | 21 | 5  | 5  | 11 | 18 | 39  | −21  |
| 17.º | Almirante Brown      | 19   | 21 | 5  | 4  | 12 | 33 | 49  | −16  |
| 18.º | Argentino (Rosario)  | 18   | 21 | 5  | 3  | 13 | 18 | 51  | −33  |
| 19.º | Argentino de Quilmes | 17   | 21 | 4  | 5  | 12 | 20 | 42  | −22  |
| 20.º | Deportivo Morón      | 14   | 21 | 3  | 5  | 13 | 17 | 43  | −26  |
| 21.º | Atlas                | 9    | 21 | 2  | 3  | 16 | 14 | 50  | −36  |
| 22.º | Liniers              | 4    | 21 | 1  | 1  | 19 | 15 | 103 | −88  |

|  | Equipos clasificados al Torneo Reducido de Ascenso 2020. |

## Sistema de disputa
Los 10 equipos clasificados se dividen en dos zonas de 5 equipos cada una, en las que se enfrentan todos contra todos en una sola rueda, de acuerdo con el programa aprobado por la Asociación del Fútbol Argentino. Los equipos que finalicen dicha instancia como primeros de sus grupos ascienden a la Primera División A y juegan un partido entre sí por el título. En caso de empate en puntos, se disputa partidos de desempate a una sola rueda entre los equipos involucrados.

## Equipos participantes
| Equipo             | Ciudad           |
| ------------------ | ---------------- |
| All Boys           | Buenos Aires     |
| Argentinos Juniors | Buenos Aires     |
| Banfield           | Banfield         |
| Comunicaciones     | Buenos Aires     |
| Defensa y Justicia | Florencio Varela |
| Deportivo Español  | Buenos Aires     |
| Estudiantes        | Caseros          |
| Ferro Carril Oeste | Buenos Aires     |
| Puerto Nuevo       | Campana          |
| Sarmiento          | Junín            |

### Distribución geográfica de los equipos
| Región                                   | Cant. | Equipos                                                                              |
| ---------------------------------------- | ----- | ------------------------------------------------------------------------------------ |
| Ciudad de Buenos Aires                   | 5     | All Boys, Argentinos Juniors, Comunicaciones, Deportivo Español y Ferro Carril Oeste |
| Conurbano bonaerense                     | 3     | Banfield, Defensa y Justicia y Estudiantes                                           |
| Interior de la provincia de Buenos Aires | 2     | Puerto Nuevo y Sarmiento (J)                                                         |

## Zona A

### Tabla de posiciones
| Pos. | Equipo             | Pts. | PJ | PG | PE | PP | GF | GC | Dif. |
| ---- | ------------------ | ---- | -- | -- | -- | -- | -- | -- | ---- |
| 01.º | Banfield           | 8    | 4  | 2  | 2  | 0  | 9  | 1  | 8    |
| 02.º | Argentinos Juniors | 8    | 4  | 2  | 2  | 0  | 9  | 2  | 7    |
| 03.º | Deportivo Español  | 8    | 4  | 2  | 2  | 0  | 9  | 2  | 7    |
| 04.º | All Boys           | 3    | 4  | 1  | 0  | 3  | 6  | 9  | −3   |
| 05.º | Defensa y Justicia | 0    | 4  | 0  | 0  | 4  | 0  | 19 | −19  |

|  | Equipos que disputan un desempate por el ascenso. |

### Resultados
| Fecha 1                   | Fecha 1   | Fecha 1           | Fecha 1        | Fecha 1 |
| Local                     | Resultado | Visitante         | Fecha          | Hora    |
| ------------------------- | --------- | ----------------- | -------------- | ------- |
| Defensa y Justicia        | 0 - 4     | Deportivo Español | 5 de diciembre | 17:10   |
| Banfield                  | 2 - 1     | All Boys          | 5 de diciembre | 17:10   |
| Libre: Argentinos Juniors |           |                   |                |         |

| Fecha 2           | Fecha 2   | Fecha 2            | Fecha 2         | Fecha 2 |
| Local             | Resultado | Visitante          | Fecha           | Hora    |
| ----------------- | --------- | ------------------ | --------------- | ------- |
| All Boys          | 3 - 0     | Defensa y Justicia | 12 de diciembre | 17:10   |
| Deportivo Español | 1 - 1     | Argentino Juniors  | 12 de diciembre | 17:10   |
| Libre: Banfield   |           |                    |                 |         |

| Fecha 3                  | Fecha 3   | Fecha 3   | Fecha 3         | Fecha 3 |
| Local                    | Resultado | Visitante | Fecha           | Hora    |
| ------------------------ | --------- | --------- | --------------- | ------- |
| Argentinos Juniors       | 3 - 1     | All Boys  | 19 de diciembre | 17:10   |
| Defensa y Justicia       | 0 - 7     | Banfield  | 19 de diciembre | 17:10   |
| Libre: Deportivo Español |           |           |                 |         |

| Fecha 4                   | Fecha 4   | Fecha 4            | Fecha 4         | Fecha 4 |
| Local                     | Resultado | Visitante          | Fecha           | Hora    |
| ------------------------- | --------- | ------------------ | --------------- | ------- |
| Banfield                  | 0 - 0     | Argentinos Juniors | 26 de diciembre | 17:10   |
| All Boys                  | 1 - 4     | Deportivo Español  | 26 de diciembre | 17:10   |
| Libre: Defensa y Justicia |           |                    |                 |         |

| Fecha 5            | Fecha 5   | Fecha 5            | Fecha 5    | Fecha 5 |
| Local              | Resultado | Visitante          | Fecha      | Hora    |
| ------------------ | --------- | ------------------ | ---------- | ------- |
| Deportivo Español  | 0 - 0     | Banfield           | 2 de enero | 17:10   |
| Argentinos Juniors | 5 - 0     | Defensa y Justicia | 2 de enero | 17:10   |
| Libre: All Boys    |           |                    |            |         |

### Desempate
Ante el empate en puntos, se realizó un triangular a una sola rueda en cancha neutral.
| Pos. | Equipo             | Pts. | PJ | PG | PE | PP | GF | GC | Dif. |
| ---- | ------------------ | ---- | -- | -- | -- | -- | -- | -- | ---- |
| 01.º | Deportivo Español  | 6    | 2  | 2  | 0  | 0  | 4  | 1  | 3    |
| 02.º | Argentinos Juniors | 3    | 2  | 1  | 0  | 1  | 3  | 3  | 0    |
| 03.º | Banfield           | 0    | 2  | 0  | 0  | 2  | 1  | 4  | −3   |

|  | Equipos ascendido a Primera División A. |

| Triangular de desempate | Triangular de desempate | Triangular de desempate | Triangular de desempate | Triangular de desempate |
| Local                   | Resultado               | Visitante               | Fecha                   | Hora                    |
| ----------------------- | ----------------------- | ----------------------- | ----------------------- | ----------------------- |
| Banfield                | 1 - 2                   | Argentinos Juniors      | 6 de enero              | 17:10                   |
| Deportivo Español       | 2 - 1                   | Argentinos Juniors      | 9 de enero              | 17:10                   |
| Deportivo Español       | 2 - 0                   | Banfield                | 13 de enero             | 17:10                   |

## Zona B

### Tabla de posiciones
| Pos. | Equipo             | Pts. | PJ | PG | PE | PP | GF | GC | Dif. |
| ---- | ------------------ | ---- | -- | -- | -- | -- | -- | -- | ---- |
| 01.º | Sarmiento (J)      | 9    | 4  | 3  | 0  | 1  | 11 | 1  | 10   |
| 02.º | Comunicaciones     | 9    | 4  | 3  | 0  | 1  | 5  | 2  | 3    |
| 03.º | Ferro Carril Oeste | 7    | 4  | 2  | 1  | 1  | 7  | 6  | 1    |
| 04.º | Estudiantes (BA)   | 2    | 4  | 0  | 2  | 2  | 4  | 8  | −4   |
| 05.º | Puerto Nuevo       | 1    | 4  | 0  | 1  | 3  | 3  | 13 | −10  |

|  | Equipos que disputan un desempate por el ascenso. |

### Resultados
| Fecha 1                   | Fecha 1   | Fecha 1          | Fecha 1        | Fecha 1 |
| Local                     | Resultado | Visitante        | Fecha          | Hora    |
| ------------------------- | --------- | ---------------- | -------------- | ------- |
| Puerto Nuevo              | 2 - 2     | Estudiantes (BA) | 5 de diciembre | 17:10   |
| Comunicaciones            | 0 - 2     | Sarmiento (J)    | 6 de diciembre | 17:10   |
| Libre: Ferro Carril Oeste |           |                  |                |         |

| Fecha 2               | Fecha 2   | Fecha 2            | Fecha 2         | Fecha 2 |
| Local                 | Resultado | Visitante          | Fecha           | Hora    |
| --------------------- | --------- | ------------------ | --------------- | ------- |
| Estudiantes (BA)      | 2 - 2     | Ferro Carril Oeste | 12 de diciembre | 9:00    |
| Sarmiento (J)         | 6 - 0     | Puerto Nuevo       | 13 de diciembre | 17:10   |
| Libre: Comunicaciones |           |                    |                 |         |

| Fecha 3                 | Fecha 3   | Fecha 3        | Fecha 3         | Fecha 3 |
| Local                   | Resultado | Visitante      | Fecha           | Hora    |
| ----------------------- | --------- | -------------- | --------------- | ------- |
| Ferro Carril Oeste      | 1 - 0     | Sarmiento (J)  | 19 de diciembre | 17:00   |
| Puerto Nuevo            | 0 - 1     | Comunicaciones | 19 de diciembre | 17:10   |
| Libre: Estudiantes (BA) |           |                |                 |         |

| Fecha 4             | Fecha 4   | Fecha 4            | Fecha 4         | Fecha 4 |
| Local               | Resultado | Visitante          | Fecha           | Hora    |
| ------------------- | --------- | ------------------ | --------------- | ------- |
| Comunicaciones      | 3 - 0     | Ferro Carril Oeste | 26 de diciembre | 17:10   |
| Sarmiento (J)       | 3 - 0     | Estudiantes (BA)   | 26 de diciembre | 17:10   |
| Libre: Puerto Nuevo |           |                    |                 |         |

| Fecha 5              | Fecha 5   | Fecha 5        | Fecha 5    | Fecha 5 |
| Local                | Resultado | Visitante      | Fecha      | Hora    |
| -------------------- | --------- | -------------- | ---------- | ------- |
| Ferro Carril Oeste   | 4 - 1     | Puerto Nuevo   | 2 de enero | 17:10   |
| Estudiantes (BA)     | 0 - 1     | Comunicaciones | 3 de enero | 9:00    |
| Libre: Sarmiento (J) |           |                |            |         |

### Desempate
Ante el empate en puntos, se realizó un partido a una sola rueda en cancha neutral.
| Desempate      | Desempate | Desempate     | Desempate  | Desempate |
| Local          | Resultado | Visitante     | Fecha      | Hora      |
| -------------- | --------- | ------------- | ---------- | --------- |
| Comunicaciones | 5 - 1     | Sarmiento (J) | 9 de enero | 17:10     |

## Final
| 16 de enero, 17:10 | Deportivo Español                             | 5:2 (3:1) | Comunicaciones                  | Estadio Islas Malvinas, Buenos Aires                        |                                                             |
|                    | Romero 13' · Rodríguez 33' 65' 70' · Vera 42' |           | Aguirre 24' (a.g.) · Mittef 90' | Asistencia: Sin espectadores Árbitro(s): Roberta Echeverría | Asistencia: Sin espectadores Árbitro(s): Roberta Echeverría |

| Campeón                      |
| Deportivo Español 1.º título |